# Hungover Games - Giochi mortali
Hungover Games - Giochi mortali (The Hungover Games) è un film del 2014 diretto da Josh Stolberg. Di base il film è una parodia di The Hunger Games e Una notte da leoni, ma prende spunto anche da diversi altri film, tra cui Il Signore degli Anelli, Pirati dei Caraibi, La fabbrica di cioccolato, The Lone Ranger, Avatar, Django Unchained, Ted, I Muppet, Borat, Io vi troverò, The Human Centipede, Thor: The Dark World e Lo sguardo di Satana - Carrie.

## Trama
Doug, Zach, Bradley e Ed sono quattro amici che decidono di trascorrere l'addio al celibato di Doug (prossimo a celebrare il proprio matrimonio omosessuale con il fidanzato Tracy) in un tranquillo hotel di provincia.
A causa di Zach, che acquista un deodorante per ambienti con poteri magici, il gruppo viene catapultato in un universo parallelo e dovrà prendere parte agli Hungover Games, dei giochi sadici indetti dal presidente Snowbama per compiacere la nazione. Il gruppo accetta di partecipare perché non riesce più a trovare Doug.

## Distribuzione
Il film è disponibile sulla piattaforma di streaming online Netflix dal 1º maggio 2020.